# NGC 447
NGC 447 je čočková galaxie v souhvězdí Ryb. Její zdánlivá jasnost je 13,6m a úhlová velikost 2,2′ × 2,2′. Je vzdálená 257 milionů světelných let, průměr má 165 000 světelných let. Galaxii objevil 8. října 1861 Heinrich d'Arrest. Galaxie byla později duplicitně katalogizována v doplňku katalogu NGC jako IC 1656.

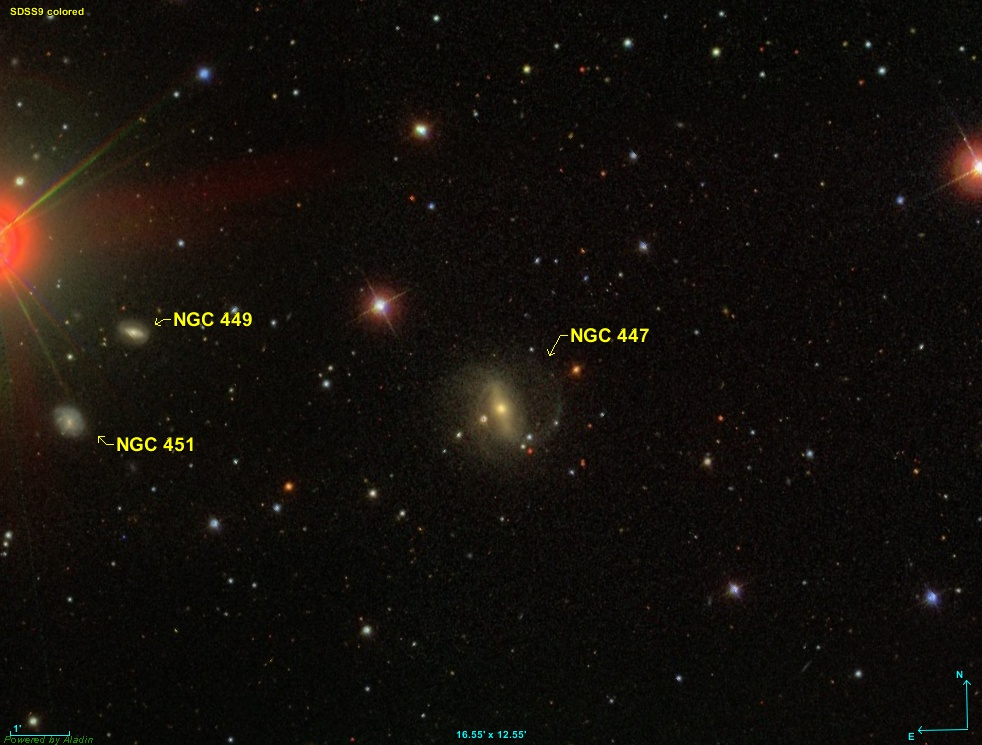
pár galaxií NGC 447 s NGC 449 a NGC 451 (SDSS)